# サイダー

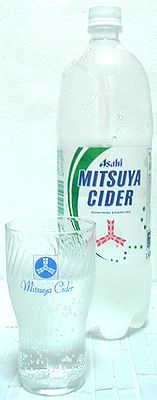
日本の製品 三ツ矢サイダー（アサヒ飲料）

サイダーは、甘味と酸味で味付けされ、香味がつけられた炭酸飲料。和製英語であり、同様の飲料は英語圏ではレモンライム（lemonlime）やレモネード（lemonade）と呼ばれる。

## 概要
砂糖液に香料やクエン酸などを加えたものと、炭酸水とを混合した清涼飲料水。cider（サイダ―）という語は元来、リンゴ果汁を発酵させたリンゴ酒を指す英語であるが、北米ではこの語がリンゴをはじめとする果物類を砕いて得た非発酵の果汁を指すためにも使われるようになった（ただし、あくまで本物の果汁の飲料を指している。英語では、果汁を含まない飲料は意味しない）。現在でもciderといえばイギリスおよび英連邦諸国では一般に発泡性のリンゴ酒を指しアメリカやカナダでは一般に無濾過のリンゴジュースを指す。両者を明瞭に区別する必要がある場合にはリンゴ酒はハードサイダー、リンゴジュースはアップルサイダーと呼ばれる。日本においては不明瞭な歴史を経て（→#歴史の節参照）日本語で上述のごとく砂糖とクエン酸と香料が加えられた炭酸飲料を指すようになった。
日本語では当初林檎系の香味が付くもののみを指していたようだが、現在はリンゴに限らずさまざまな果物の香味が付くものを含め、アルコールを含まない無色透明の炭酸飲料の総称として用いられている。
なお、砂糖液に酸味と果物の香りをつけた炭酸飲料は英語圏では概してレモンライム（lemonlime）と呼ばれ、イギリス、オーストラリア、ニュージーランドではレモネード（lemonade）と呼ばれる。

## 歴史
18世紀の中ごろにレモネードに炭酸水を入れたもの（現在のレモンスカッシュ）がイギリスで発売され、後にこれが日本にもたらされサイダーとして発展したとされている。
1853年、ペリー提督率いる黒船来航の際、その船員の飲物として炭酸飲料が日本に伝来したという話もある。しかしアメリカ側の記録によると、飲料水・ラム酒の割り材として腐敗しにくい炭酸水が搭載されていたという記録はあるものの、炭酸飲料を搭載していたという記録はない。いずれにせよ、幕末にはイギリス船により長崎に炭酸入りのレモネードが持ち込まれており、1865年には長崎で外国人の手により「ポン水」と呼ばれるラムネも生産が行われていた。
日本のサイダーの発祥の地は横浜で、1868年、外国人居留地で設立された薬種問屋ノース＆レー商会(当初はノース商会の名称で設立 経営者はイギリス人薬剤師のジョン・ノースと、出資者のレー・Wの共同経営)が製造販売を始めた、パイナップルとリンゴのフレーバーをつけた炭酸飲料である「シャンペン・サイダー」が日本で最初のサイダーとされる。しかし、このシャンペン・サイダーは在留外国人向けの商品だったため、上流階級や特権階級以外の一般の日本人が飲むことはできなかった。
1875年、横浜扇町の秋本己之助がノース＆レー商会に勤める西村甚作の助言で作った「金線サイダー」(当初は「日の出鶴」という商品名だったが1889年に改称)が発売され、1899年に登場した王冠を使用した瓶入りの製品が、日本で本格的に流通した最初のサイダーとなった。このとき、シャンペン・サイダーと異なりパイナップルのフレーバーを用いずリンゴのフレーバーのみとしたことから、シャンペンの名を除いたサイダーという商品名にしたとされている。
また、三ツ矢印平野水という炭酸水をベースにした1907年発売の三ツ矢平野シャンペンサイダー（現在の三ツ矢サイダー）、および1897年から1899年頃発売の岐阜県養老郡養老町の養老サイダー(当初は「伊吹サイダー」という商品名だったが1900年に改称)も一部で日本初のサイダーとして紹介されている。なお、三ツ矢サイダーと金線サイダーは後に製造会社の合併により兄弟銘柄となり、その後三ツ矢サイダーのみが残された。
1904年にイギリスの実業家ロバート・ニール・ウォーカーが長崎で発売した｢BANZAIサイダー｣は日本で最初に大量生産された清涼飲料水と言われる。BANZAIサイダーは15年間に亘って販売された。
その後各地で製造するものが現れ、大正時代の東京では日進舎が花月印サイダーを、宮川商店が君が代サイダーを製造販売していた。
1939年4月1日、サイダーに公定価格が設定され、卸売価格、小売価格が固定化された。2合瓶（約360ml）入りの価格は同年3月4日の価格に1銭を加算した額が設定された。
戦後、アメリカ統治下の奄美大島では1952年に巴麦酒が設立され、トモエサイダーが販売されたが、1953年の奄美群島本土復帰で商品の競争力がなくなり、1年余りで廃業となった。

## 日本のサイダー
近年は飲料の多様化、また茶など無糖飲料の人気が高まっていることから、飲料全体の販売量に占めるサイダーの割合は低下傾向にある。日本における各地の小規模製造業者の製造するサイダーは「地サイダー」あるいは「ご当地サイダー」のように呼ばれる。

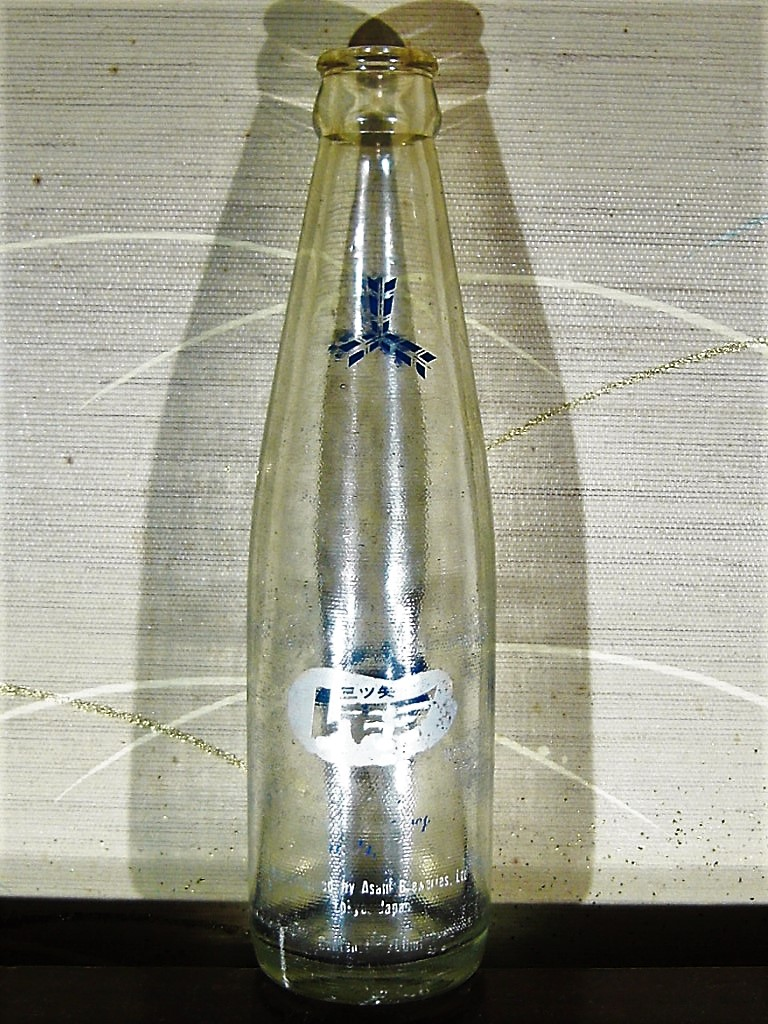
林檎系香味の三ツ矢サイダーに対して柑橘系香味で1967年に発売された「三ツ矢レモラ」

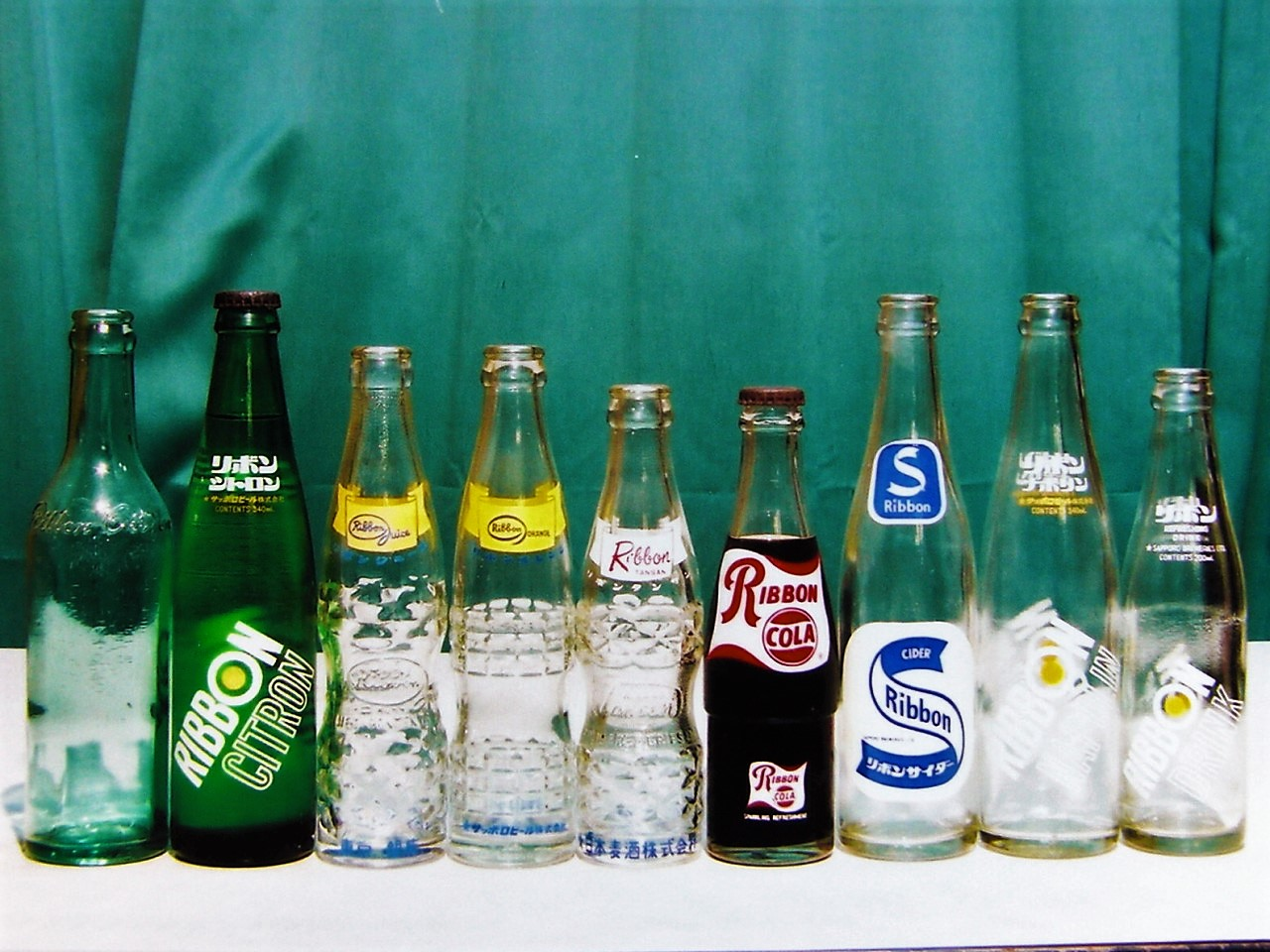
日本麦酒社の製品群の中で、左から2番目がリボンシトロン、7番目がリボンサイダー。

20世紀前半から全国規模で販売されていた無色透明炭酸飲料製品には、ビールメーカーが製造した三ツ矢サイダー(朝日麦酒←大日本麦酒)、リボンシトロン(サッポロビール←日本麦酒←大日本麦酒)、キリンレモン(麒麟麦酒)の3銘柄があるが、林檎系香味の狭義の「サイダー」は三ツ矢サイダーのみである。後二者は名称が示す通り柑橘系の香味であり、語義矛盾となるので厳密な意味でサイダーではなく、古くは区別されて「シトロン」と呼ばれていたが、現在では「シトロン」の名称は廃れて一般的には「サイダー」とされている。尚、1957年から1967年にかけては上記に加えて宝酒造によるタカラサイダーが販売されていた。
現在は各ビールメーカー（いずれも分社化して清涼飲料水部門は子会社となっている）とも、無色透明炭酸飲料は上記の代表銘柄と、その派生商品のみを製造販売しているが、嘗て1970年代頃までは三ツ矢サイダー(林檎系)に対して三ツ矢レモラ(柑橘系 1967年発売)、リボンシトロン(柑橘系)に対してリボンサイダー(林檎系 1967年発売)、キリンレモン(柑橘系)に対してキリンサイダー(林檎系 1956年発売)と、各社とも「サイダー」の名称は林檎系香味の製品にしか用いておらず、狭義の「サイダー」と「柑橘系透明炭酸飲料」を厳密に区別して販売していた。しかし、後発商品は販売数が伸びずに淘汰され、現在の様に各メーカーとも一本化された。外資系のペプシコーラでも、以前、1970年代には「パティオサイダー」と「ミリンダレモンライム」の2本立てだったが、パティオサイダーは短期間で終売となった。
外資系飲料で国内生産された透明炭酸飲料には他に「セブンアップ」、「バブルアップ」、「スプライト」等がある。これらはいずれも柑橘系香味であり「サイダー」の名称は使用していない。

## 各国のサイダー
イギリスのサイダー（英語: cider, cyder）およびフランスのシードル（フランス語: cidre）は「リンゴ酒」である。イギリスでは発泡性がある場合が多いが、フランスでは発泡性がない場合が多い。
北米（アメリカ合衆国やカナダ）では、サイダー（英語: cider）は「精製、熱加工していないリンゴ果汁」を指す。

### 一覧
| 国              | 名称                                     | 読み                      | アルコール | 炭酸 | 色     | 備考 | 画像 |
| --------------- | ---------------------------------------- | ------------------------- | ---------- | ---- | ------ | ---- | ---- |
| フランス        | cidre                                    | シードル                  | ○          | ×    | 琥珀色 | 透明 |      |
| ドイツ          | Apfelwein                                | アプフェルヴァイン        | ○          | ×    | 琥珀色 | 透明 |      |
| スペイン        | sidra                                    | シードラ                  | ○          | ○    | 琥珀色 | 透明 |      |
| ロシア          | сидр                                     | シードル                  | ○          | ○    | 琥珀色 | 透明 |      |
| イギリス        | cider cyder                              | サイダー                  | ○          | ○    | 琥珀色 | 透明 |      |
| アメリカ カナダ | cider apple cider soft cider sweet cider | サイダー アップルサイダー | ×          | ×    | 赤色   | 混濁 |      |
| 日本            | サイダー                                 | -                         | ×          | ○    | 無色   | 透明 |      |
| 韓国            | 사이다                                   | -                         | ×          | ○    | 無色   | 透明 |      |